# Cinderford
Cinderford este un oraș în comitatul Gloucestershire, regiunea South West, Anglia. Orașul se află în districtul Forest of Dean.